# Bathyplectes anurus
Bathyplectes anurus är en stekelart som först beskrevs av Thomson 1887.  Bathyplectes anurus ingår i släktet Bathyplectes och familjen brokparasitsteklar. Arten är reproducerande i Sverige.

## Underarter
Arten delas in i följande underarter:
- B. a. contractus
- B. a. graecator